# Superliga polska w piłce ręcznej mężczyzn (2021/2022)
Superliga polska w piłce ręcznej mężczyzn 2021/2022 – 66. edycja najwyższej w hierarchii klasy ligowych rozgrywek piłki ręcznej mężczyzn w Polsce.

## Drużyny
| | Uczestnicy poprzedniej edycji      |    |
| --- | ---------------------------------- | -- |
| KCE | Industria Kielce                   | 1  |
| PLO | Orlen Wisła Płock                  | 2  |
| PUL | Azoty-Puławy                       | 3  |
| ZAB | NMC Górnik Zabrze                  | 4  |
| OPO | Gwardia Opole                      | 5  |
| KAL | MKS Kalisz                         | 6  |
| GLO | Chrobry Głogów                     | 7  |
| SZC | Pogoń Szczecin                     | 8  |
| LUB | Zagłębie Lubin                     | 9  |
| KWI | MMTS Kwidzyn                       | 10 |
| GDA | Wybrzeże Gdańsk                    | 11 |
| TAR | Grupa Azoty Unia Tarnów            | 12 |
| PIO | Piotrkowianin Piotrków Trybunalski | 13 |
| MIE | Stal Mielec                        | 14 |
| Oznaczenia: - kolumna pierwsza – skróty nazw drużyn wpisane na mapie, - kolumna trzecia – miejsce zajęte przez daną drużynę w poprzednim sezonie. |                                    |    |

## Tabela
awans do Ligi Mistrzów
     awans do Ligi Europejskiej
     spadek do Ligi Centralnej
1. EEEEEE

1. EEEEEE

1. EEEEEE

1. EEEEEE

| Lp | Drużyna                            | M  | Mecze | Mecze | Mecze | Mecze | Bramki | Bramki | Bramki | Pkt | Uwagi |
| Lp | Drużyna                            | M  | W3    | W2    | P1    | P0    | +      | -      | +/-    | Pkt | Uwagi |
| -- | ---------------------------------- | -- | ----- | ----- | ----- | ----- | ------ | ------ | ------ | --- | ----- |
| 1  | Industria Kielce                   | 26 | 25    | 1     | 0     | 0     | 932    | 649    | +283   | 77  |       |
| 2  | Orlen Wisła Płock                  | 26 | 24    | 0     | 1     | 1     | 850    | 601    | +249   | 73  |       |
| 3  | Azoty-Puławy                       | 26 | 18    | 2     | 0     | 6     | 789    | 670    | +119   | 58  |       |
| 4  | MMTS Kwidzyn                       | 26 | 13    | 2     | 1     | 10    | 682    | 684    | −2     | 44  |       |
| 5  | NMC Górnik Zabrze                  | 26 | 13    | 1     | 3     | 9     | 688    | 687    | +1     | 44  |       |
| 6  | MKS Kalisz                         | 26 | 11    | 3     | 1     | 11    | 731    | 713    | +18    | 40  |       |
| 7  | Piotrkowianin Piotrków Trybunalski | 26 | 12    | 0     | 1     | 13    | 708    | 771    | −63    | 37  |       |
| 8  | Chrobry Głogów                     | 26 | 9     | 2     | 2     | 13    | 739    | 807    | −68    | 33  |       |
| 9  | Gwardia Opole                      | 26 | 8     | 4     | 0     | 14    | 642    | 711    | −69    | 32  |       |
| 10 | Zagłębie Lubin                     | 26 | 8     | 1     | 1     | 16    | 699    | 756    | −57    | 27  |       |
| 11 | Wybrzeże Gdańsk                    | 26 | 6     | 1     | 2     | 17    | 657    | 754    | −97    | 22  |       |
| 12 | Grupa Azoty Unia Tarnów            | 26 | 6     | 1     | 2     | 17    | 643    | 731    | −88    | 22  |       |
| 13 | Pogoń Szczecin                     | 26 | 6     | 0     | 3     | 17    | 664    | 768    | −104   | 21  |       |
| 14 | Stal Mielec                        | 26 | 5     | 0     | 1     | 20    | 679    | 801    | −122   | 16  |       |

Źródło: pgnig-superliga.pl (pol.)
Lp = pozycja; M = liczba meczów rozegranych;   W3 = liczba meczów wygranych za 3 pkt; W2 = liczba meczów wygranych za 2 pkt;
 P1 = liczba meczów przegranych po dogrywce/karnych (za 1 pkt); P0 = liczba meczów przegranych bez dogrywki/karnych;
B+ = bramki zdobyte; B- = bramki stracone;  Pkt = liczba zdobytych punktów